# Ladislav Vízek
Ladislav Vízek (Chlumec nad Cidlinou, 22 de janeiro de 1955) é um ex-futebolista profissional tcheco que atuava como atacante, campeão olímpico em Moscou 1980

## Carreira
Ladislav Vízek representou o seu país nos Jogos Olímpicos de Verão de 1980, conquistando a medalha de ouro.